# Fliegerhorst Leck

i7
i11
i13
Der Fliegerhorst Leck war ein Militärflugplatz nordwestlich des nordfriesischen Hauptortes Leck zwischen Flensburg und der Nordseeküste gegenüber der Insel Sylt. Der ehemalige Flugplatz wurde nach Einstellung des militärischen Flugbetriebs noch zwei Jahrzehnte von der Luftwaffe weitergenutzt. Heute dient der Standort Stadum dem militärischen Organisationsbereich Cyber- und Informationsraum.

## Geschichte
Während des Dritten Reichs war der Platz ein Fliegerhorst der Luftwaffe der Wehrmacht.
Ab November 1943 war Leck ein halbes Jahr Heimatplatz für Teile des Kampfgeschwader 100 (KG100), ausgerüstet mit Dornier Do 217E und später auch Heinkel He 177A, diese Einheit wurde im März 1944 nach Aalborg verlegt.
Leck war einer der letzten verbliebenen Fliegerhorste des Deutschen Reiches und beherbergte in den letzten Kriegswochen ein „Sammelsurium“ an Flugzeugtypen und Einheiten. So trafen Ende April Arado Ar 234 aus Kaltenkirchen kommend in Nordfriesland ein und noch Anfang Mai verlegten sechs Ar 234 der III. Gruppe des Kampfgeschwaders 76 (III./KG 76) nach Stavanger-Sola. Bei Waffenstillstand befanden sich hier neben Resten der III. Gruppe des Nachtjagdgeschwaders 11 auch solche der mit Heinkel He 162 ausgerüsteten II. Gruppe des Jagdgeschwaders 1 „Oesau“. Einer der damals zirka 30 dort von den Alliierten erbeuteten sogenannten „Volksjäger“ befindet sich heute im Deutschen Technikmuseum in Berlin.
Die folgende Tabelle zeigt eine Auflistung ausgesuchter fliegender aktiver Einheiten (ohne Schul- und Ergänzungsverbände) der Luftwaffe der Wehrmacht die hier zwischen 1938 und 1945 stationiert waren.
| Von            | Bis          | Einheit                                        | Ausrüstung                                                 |
| -------------- | ------------ | ---------------------------------------------- | ---------------------------------------------------------- |
| Juni 1943      | August 1943  | II./KG 30 (II. Gruppe des Kampfgeschwaders 30) | Junkers Ju 88A                                             |
| September 1943 | Februar 1944 | III./KG 30                                     | Junkers Ju 88A-4                                           |
| November 1943  | März 1944    | II./KG 100                                     | Dornier Do 217E-5                                          |
| Februar 1944   | Juli 1944    | Teile der I./KG 30                             | Junkers Ju 88A-4                                           |
| Dezember 1944  | März 1945    | I./KG 53                                       | Heinkel He 111H-11, Heinkel He 111H-16, Heinkel He 111H-20 |

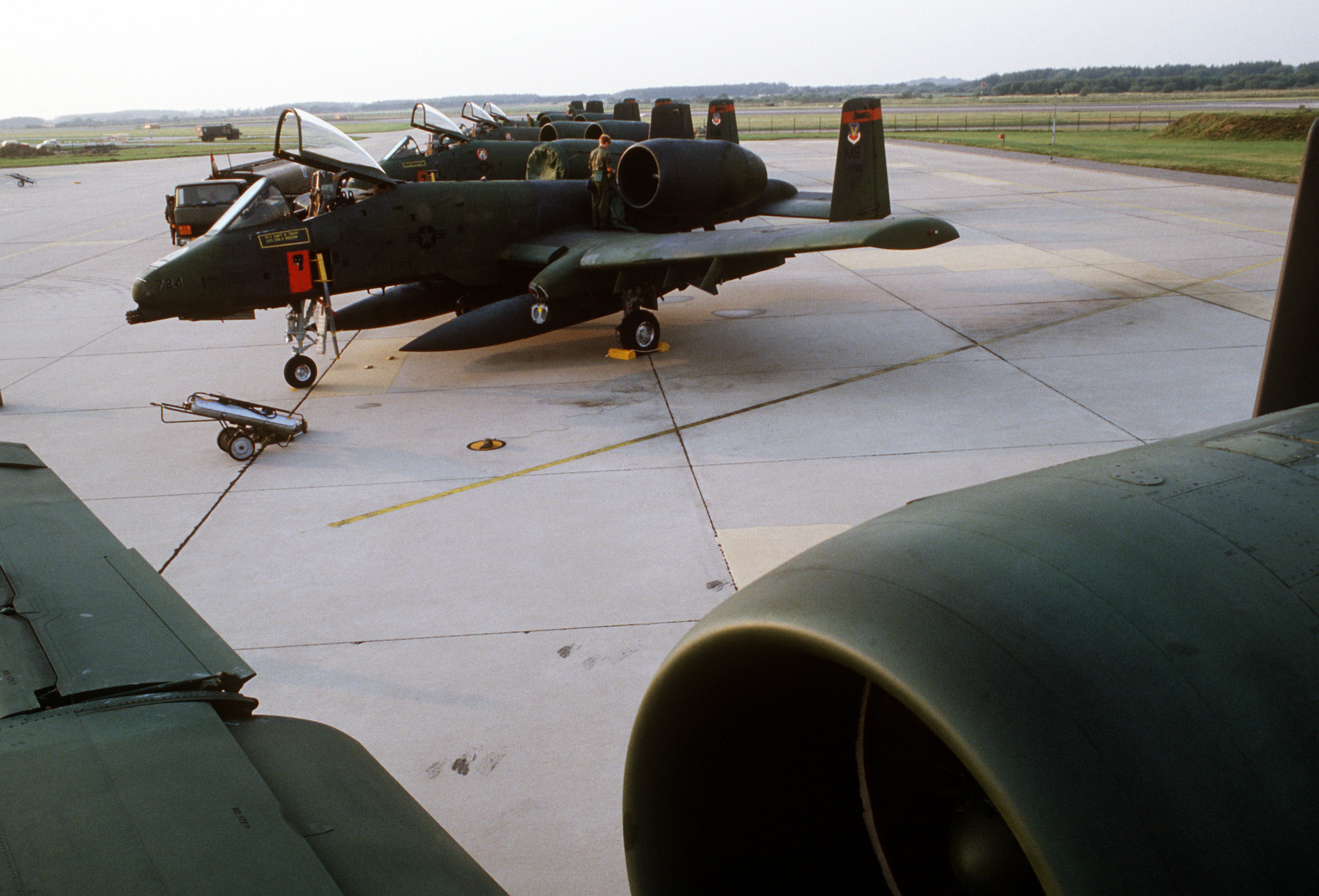
US-amerikanische Erdkampfflugzeuge A-10 während des Manövers REFORGER 82

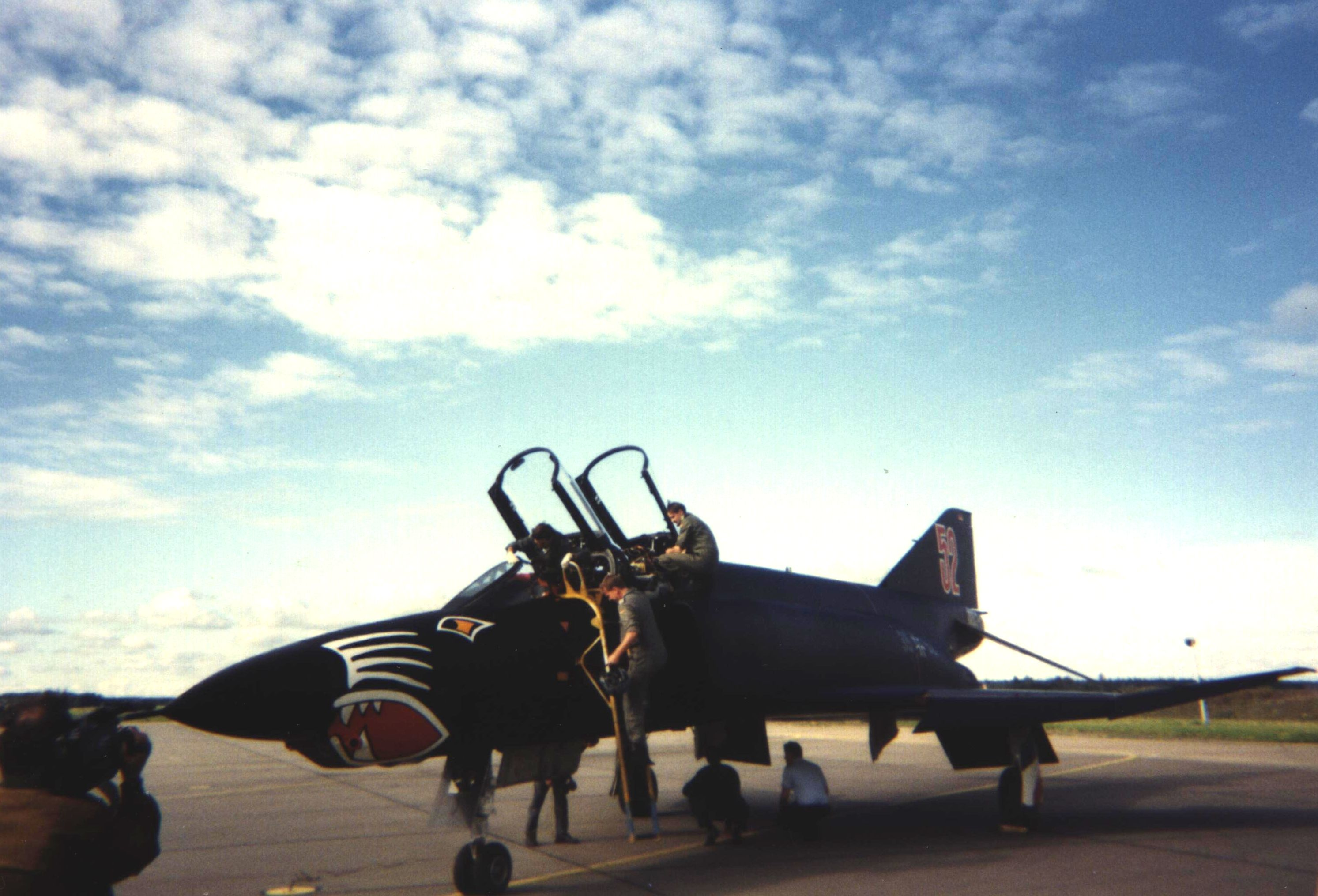
Die RF-4E Phantom II mit dem Kennzeichen 35+52 in Leck am 26. August 1993

Die British Air Force of Occupation (BAFO) vernichtete nach Kriegsende auch in Leck in Reihe von dorthin verbrachten Luftfahrzeugen der früheren Luftwaffe, unter anderem zirka sechzig Arado Ar 96. Neben der hierfür verantwortlichen 434. Disarmament Servicing and Repair Unit (DSRU) war Leck 1946 auch Stützpunkt des 2. Mobile Radar Control Posts (MRCP) der Royal Air Force (RAF). Als Basis fliegender Einheiten der RAF wurde Leck im Unterschied zu anderen früheren Luftwaffen-Fliegerhorsten jedoch nicht genutzt.
Während des Kalten Krieges wurde der frühere Fliegerhorst durch die neu aufgestellte Luftwaffe der Bundeswehr reaktiviert und erneut militärisch genutzt. Erster hier stationierter Verband war das „alte“ oder „norddeutsche“ Jagdgeschwader 72 (JG72), das von 1959 bis zu seiner Verlegung im September 1964 auf den Fliegerhorst Oldenburg in Leck beheimatet war. Wie in dieser Zeit üblich existierte neben dem eigentlichen Flugplatz aus Sicherheitsgründen in einigen Kilometern Entfernung ein weiterer Geschwader-Standort, im Falle Lecks befand dieser sich in Stadum.
Anschließend verlegte das zuvor im nahen Eggebek liegende Aufklärungsgeschwader 52 (AG 52) mit seinen RF-84F Thunderflash nach Leck. Die Modernisierungsarbeiten der Basis für den Betrieb der neuen RF-104G Starfighter begannen bereits einige Monate vor dem Eintreffen der ersten „104“ am 5. November 1964. Der letzte offizielle Flug mit der RF-84F fand am 31. August 1966 statt. Die RF-4E Phantom II löste die RF-104G Anfang der 1970er Jahre ab und wurde über zwei Jahrzehnte bis zur Auflösung des AG 52 im Jahr 1993 geflogen. Bodencrews der United States Air Force befanden sich oft zum Austausch in Leck zum Kennenlernen der Wartungs- und Einsatzunterstützungsabläufe der deutschen Luftwaffe.
Nach Einstellung des militärischen Flugbetriebes wurde der Standort Leck/Stadum 1994 Heimat von Flugabwehrraketenverbänden, zunächst die Flugabwehrraketengruppe 39, die mit der Hawk ausgerüstet wurde. Zehn Jahre später fusionierte die inzwischen mit Patriot ausgerüstete Gruppe mit der Flugabwehrraketengruppe 41 (Roland) zunächst zur Flugabwehrraketengruppe 11, an dessen Stelle 2005 die Flugabwehrraketengruppe 25 trat. Sie gehörte zum Flugabwehrraketengeschwader 1 „Schleswig-Holstein“ , dessen Stab in Husum lag. Gemäß dem im Oktober 2011 vorgelegten Stationierungskonzept wurde die FlaRak-Gruppe Ende 2012 aufgelöst.
Der Standort Stadum ist erhalten geblieben. Das Bataillon Elektronische Kampfführung 911 ist der Nutzer.

## Teststrecke
Zukünftig wird das Kraftfahrtbundesamt infolge des Dieselskandals auf der Landebahn des ehemaligen Fliegerhorsts Abgastests durchführen.